# Марк-Жозеф Маріон дю Френ

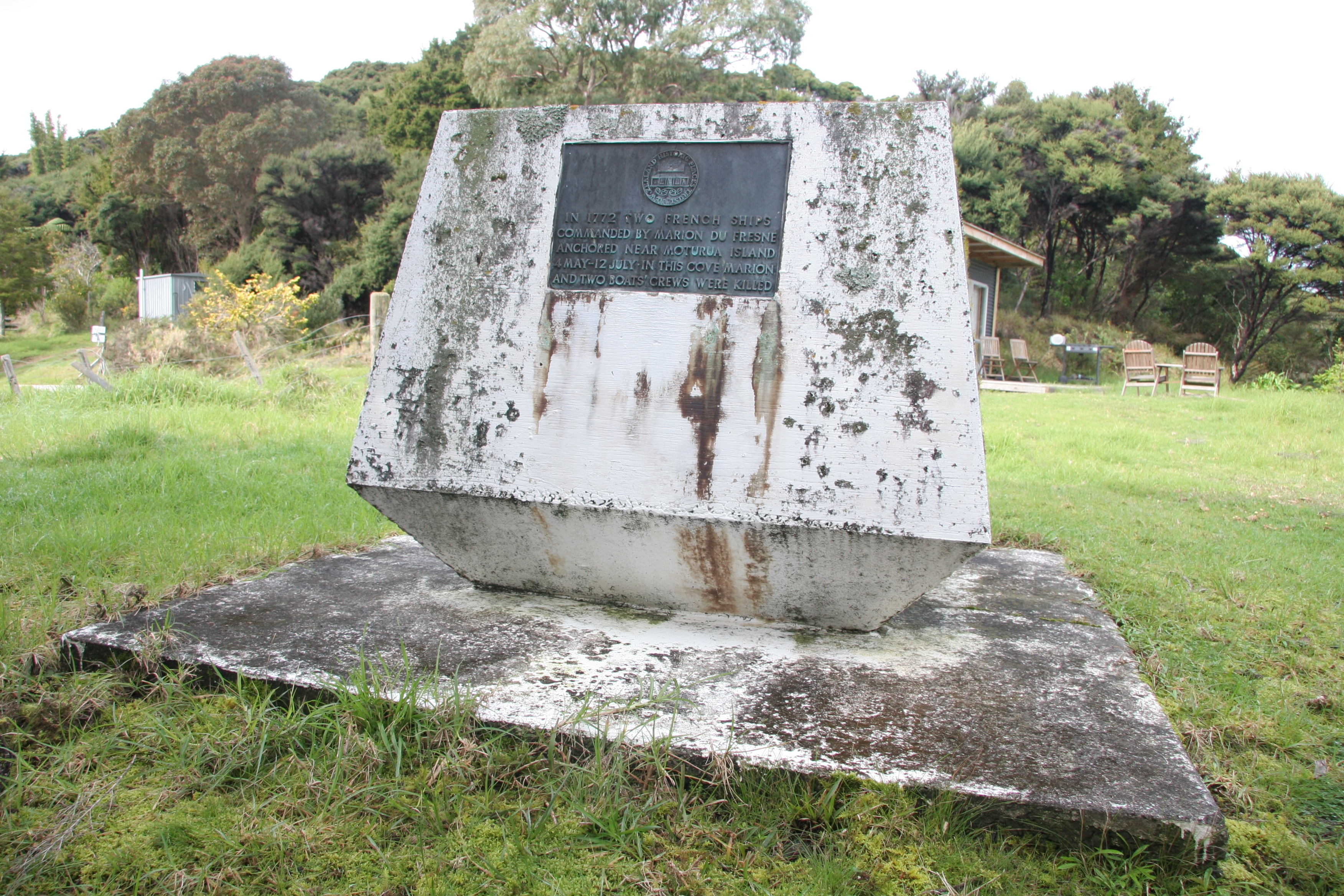
Пам'ятка на місці загибелі Маріона дю Френа і його супутників.

Марк-Жозеф Маріон дю Френ (фр. Marc Joseph Marion du Fresne) (22 травня 1724, Сен-Мало, Франція — 12 червня 1772, Нова Зеландія) — французький мореплавець, першовідкривач островів Прінс-Едуард і островів Крозе.

## Біографія
Марк-Жозеф Маріон дю Френ народився в багатій купецькій сім'ї в портовому місті Сен-Мало в Бретані на півночі Франції. Морську кар'єру в Французькій Ост-Індській компанії він почав в 1735 році в віці 11 років (що за тих часів не було чимось незвичайним) сублейтенантом без платні на фрегаті «Дюк де Бургонь». Під час війни за Австрійську Спадщину (1740–1748) він командував декількома каперами, яки мали базу в Сен-Мало, і в 1745 році отримав чин тимчасового капітана. Він плавав до Шотландії після битви при Каллодені в 1746 році і привіз звідти до Франції шотландського принца Чарльза-Едуарда, розбитого в тій битві. Після цього він перейшов на службу до французького королівського флоту і попав в англійський полон в травні 1747.
Після війни Маріон дю Френ служив на декількох кораблях Ост-Індської компанії, які плавали до берегів Індії і Китаю. Під час Семирічної війни (1756–1763) він давав консультації військовим з приводу підготовки можливої французької висадки в Шотландії (яка так і не була здійснена). Протягом двох років він брав участь в численних морських операціях, метою яких був обхід блокади узбережжя Бретані англійським флотом. В 1759 році він отримав чин капітана флоту, в 1761 році став кавалером ордена Святого Людовика. По закінчені війни він знову плавав на Схід на кораблях Ост-Індської компанії, проводив гідрографічні дослідження острова Маврикій (тоді — Іль-де-Франс) і згодом оселився в Порт-Луї на Маврикії, де якийсь час працював начальником порту. Тут він займався торгівлею з Індією і Сейшельськими островами і спекуляціями земельними ділянками.

## Остання експедиція
Після скасування Ост-Індської компанії в 1769 році Маріон дю Френ опинився в складному фінансовому становищі, і тому він в 1771 скористався нагодою і очолив торговельно-дослідницьку експедицію до Тихого океану, яку фінансував французький уряд. Йому було надано два кораблі: «Маскарен» з 22 гарматами і «Маркіз де Кастрі» з 16. Основною задачею експедиції було повернення додому тубільця-таїтянина Ау-Тору, якого було привезено до Франції в 1768 році експедицією Антуана де Бугенвіля. Ау-Тору спричинив при французькому дворі великий фурор, але на зворотному шляху його було доставлено лише до Маврикія. Експедиція також мала зайнятися пошуками південного континенту.
Кораблі вийшли з Порт-Луї 18 жовтня 1771 року. Вони мали взяти на борт припаси і питну воду на острові Реюньйон (тоді — Іль-де-Бурбон) і на Мадагаскарі, щоб уникнути епідемії віспи, яка в той час спустошувала Маврикій. Але невдовзі після відплиття з Мадагаскару Ау-Тору помер від віспи. Оскільки з його смертю основна мета експедиції — подорож до Таїті — втратила сенс, Маріон дю Френ вирішив направитись до Кейптауну, і звідти почати пошуки нових земель в високих південних широтах. 13 січня 1772 року він відкрив острів Маріон, якому дав назву Земля Надії, вважаючи його виступом південного континенту, і поруч з ним острів Прінс-Едуард (який назвав Печерним островом, сучасні назви були надані островам пізніше Джеймсом Куком). Ці острови були відкриті голландцями ще в 1663 році, але через неправильно визначені координати були згодом забуті. 
22 і 24 січня були відкриті острови архіпелагу, якому потім Кук дасть назву Крозе. Маріон дю Френ висадився на острові Посесьон і оголосив архіпелаг володінням Франції, залишивши на острові пляшку з пергаментом з королівським гербом.
Експедиція досягла острова Тасманія 3 березня 1772 року. Після нетривалого перебування на Тасманії 10 березня кораблі вирушили до Нової Зеландії, і 25 березня 1772 року побачили гору Таранакі (Егмонт) на східному кінці острова Північного. Маріон дю Френ назвав цю гору пік Маскарен, не знаючи, що три роки тому Джеймс Кук вже дав їй назву Егмонт.
Протягом наступного місяця експедиція вивчала узбережжя і 15 квітня висадилася в затоці Спірітс. Двома днями пізніше сильний шквал зірвав кораблі з якорів і серйозно їх пошкодив. Експедиція просунулася дещо далі на південний схід і 4 травня потрапила до затоки Бей-оф-Айлендз (яку французи назвали Порт-Маріон), де зупинилася для ремонту.
Наступні п'ять тижнів команда займалася дослідженням околиць, ремонтом пошкоджень і піклуванням про захворілих на цингу. Тривала стоянка надала Маріону дю Френові і його людям нагоду налагодити мінову торгівлю з маорі, відвідати досить віддалені маорійські поселення («па») і порибалити. На березі було влаштовано три табори: один на острівці Мотуруа для хворих на цингу, другий на узбережжі як склад товарів і центр комунікацій з місцевим населенням, і третій на відстані від моря для заготівлі деревини для ремонту кораблів. Спілкування з маорі стало можливим завдяки докладному словнику таїтянської мови, який був складений Бугенвілем і Ау-Тору. Декілька разів траплялися невеликі крадіжки, але в цілому нічого не засмучувало досить дружних стосунків між французами і маорі, і 8 червня 1772 року маорі навіть влаштували на честь Маріона дю Фресна спеціальну церемонію. Однак 12 чи 13 червня 1772 року він разом з декількома членами команди був атакований і вбитий під час висадки на берег з метою порибалити. Наступного дня була атакована ще одна берегова команда. Всього внаслідок цих нападів загинуло 25 матросів і офіцерів.
Жюль Крозе, заступник дю Френа, і Амброз дю Клесмер, капітан «Маркіза де Кастрі», вжили заходів безпеки; берегові табори були покинуті, і всі моряки були евакуйовані на кораблі. Однак кораблі не були спроможні знятися з якоря, не закінчивши ремонт, а для ремонту була потрібна деревина з покинутого лісового табору. Крозе і дю Клесмер вирішили здійснити контратаку, яка швидко перетворилася в криваву каральну операцію, під час якої було вбито близько 250 маорі. 7 липня французи, намагаючись повернути рештки Маріона дю Френа для поховання, вторглися до головного поселення місцевих маорі, де знайшли його тіло серед залишків канібальського бенкету. Спаливши поселення, французи 13 липня відплили до центральної частини Тихого океану та Філіппінських островів.
Точна причина вбивства французів залишилася невідомою. Місцеве плем'я нгаре-рауматі декількома роками пізніше було завойоване сусіднім племенем нга-пугі, і ніяких свідоцтв події не збереглося. Можливо, французи невмисне порушили якесь маорійське табу чи спаплюжили священне місце. Це могло трапитися в день нападу чи, імовірніше, декілька разів протягом попередніх днів, поки в тубільців не урвався терпець. Також можливо, що тривала п'ятитижнева стоянка без будь-яких ознак її закінчення викликала серед тубільців підозру, що французи збираються залишитись тут назавжди. Всі ці причини могли бути загострені внутріполітичним становищем маорійського племені і станом його стосунків з сусідами, про які ми нічого не знаємо.
Стоянка в Бей-оф-Айлендз, безпрецедентна за тривалістю і широтою контактів з тубільцям, стала важливим джерелом відомостей про життя маорі до приходу європейців. Особисті щоденники Маріона дю Френа не були знайдені, однак залишилися докладні записи в суднових журналах, а також особисті записки Крозе, дю Клесмера, Жана Ру та інших, які включали малюнки та креслення, зокрема детальну карту розташування будівель всередині маорійського па.
Маріон дю Френ із захопленням ставився до маорі, поділяючи учення Жана-Жака Руссо про «шляхетного дикуна». Втім, події літа 1772 року створили у Франції стійке враження про Нову Зеландію як землю, населену агресивними і небезпечними тубільцями, колонізація якої не варта зусиль.